# Montesquieu-Lauragais
Montesquieu-Lauragais (okzitanisch: Montesquiu de Lauragués) ist eine französische Gemeinde mit 1.035 Einwohnern (Stand: 1. Januar 2022) im Département Haute-Garonne in der Region Okzitanien. Sie gehört zum Arrondissement Toulouse und zum Kanton Revel. Die Einwohner werden Montesquiriens genannt.

## Lage
Die Gemeinde Montesquieu-Lauragais liegt in der Kulturlandschaft Lauragais am Canal du Midi, 24 Kilometer südöstlich der Innenstadt von Toulouse. Der Hers-Mort begrenzt die Gemeinde im Nordosten. Umgeben wird Montesquieu-Lauragais von den Nachbargemeinden Baziège im Nordwesten und Norden, Villenouvelle im Norden und Nordosten, Saint-Rome, Vieillevigne und Gardouch im Osten, Seyre im Südosten, Nailloux im Süden sowie Ayguesvives im Westen und Nordwesten. 
Im Gemeindegebiet von Montesquieu-Lauragais zweigt die Autoroute A66 von der Autoroute A61 ab.

## Bevölkerungsentwicklung
| Jahr                       | 1962 | 1968 | 1975 | 1982 | 1990 | 1999 | 2006 | 2013 | 2020 |
| Einwohner                  | 612  | 646  | 564  | 654  | 742  | 846  | 892  | 925  | 1025 |
| Quellen: Cassini und INSEE |      |      |      |      |      |      |      |      |      |

## Sehenswürdigkeiten
- Kirche Saint-Jacques
- Schleuse und Brücke von Négra am Canal du Midi, hier unterquert das Flüsschen Thésauque den Canal du Midi, Monument historique
- Schloss und Brücke En Serny

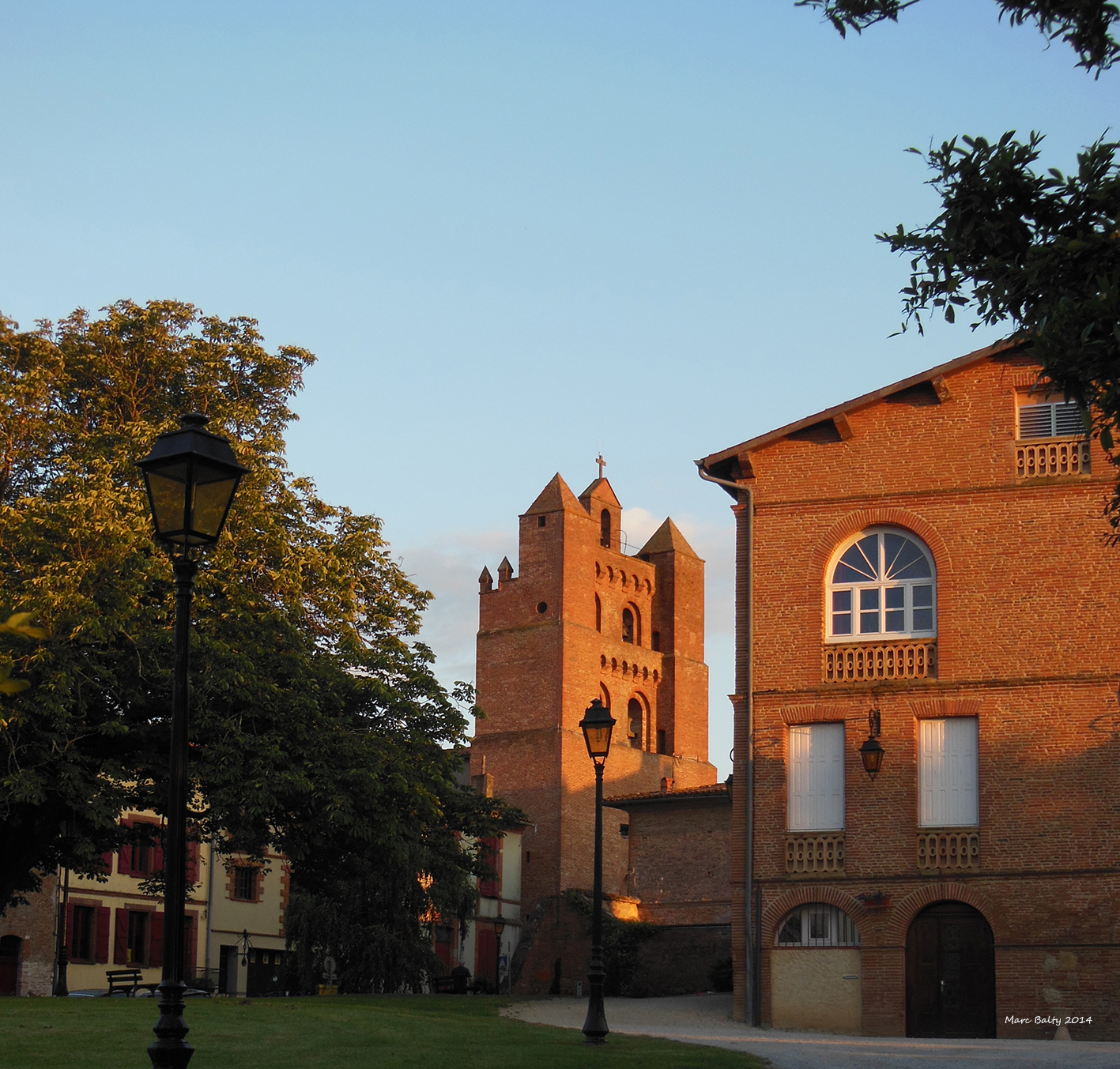
Turm der Kirche Saint-Jacques
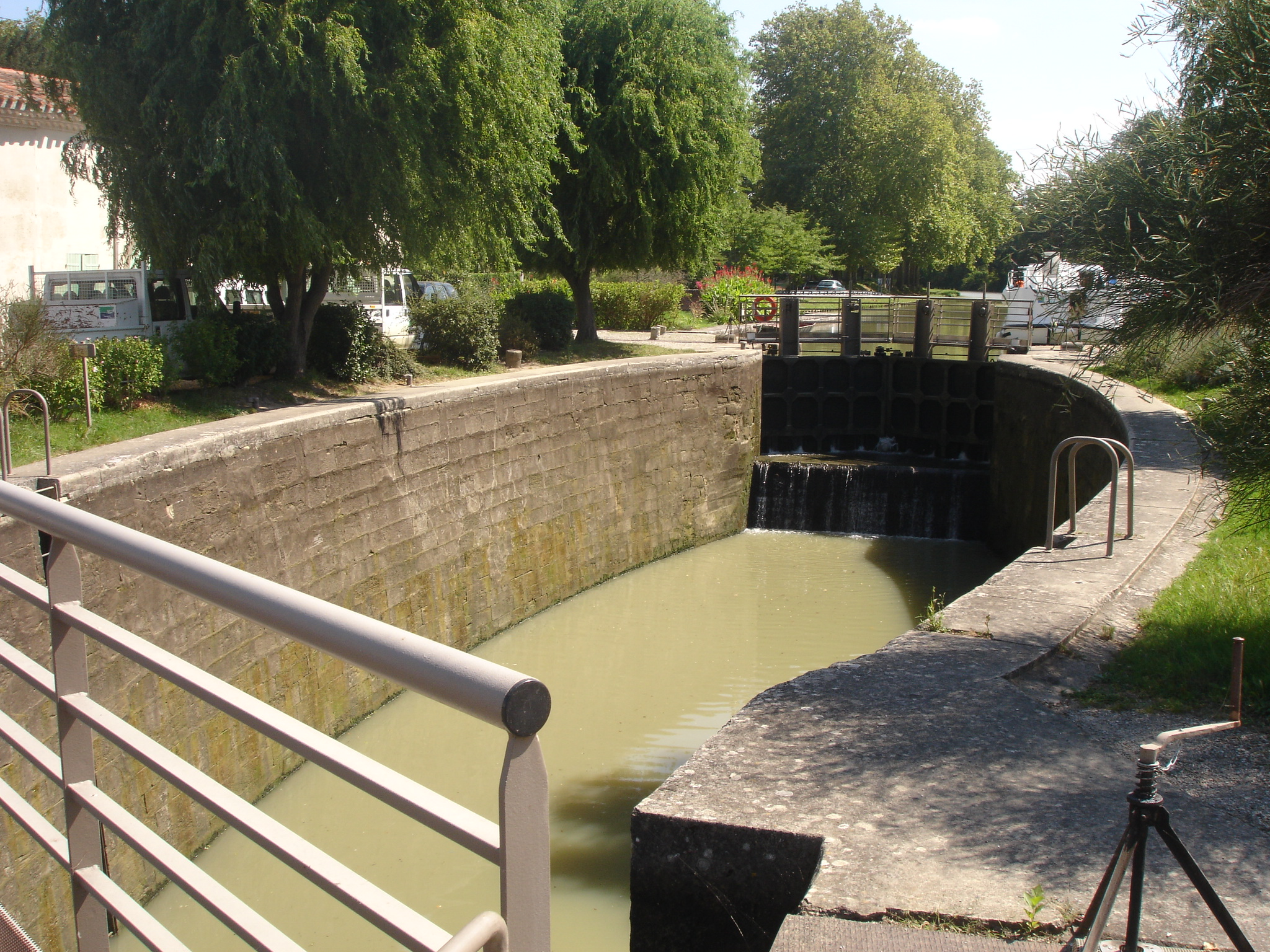
Schleuse von Négra
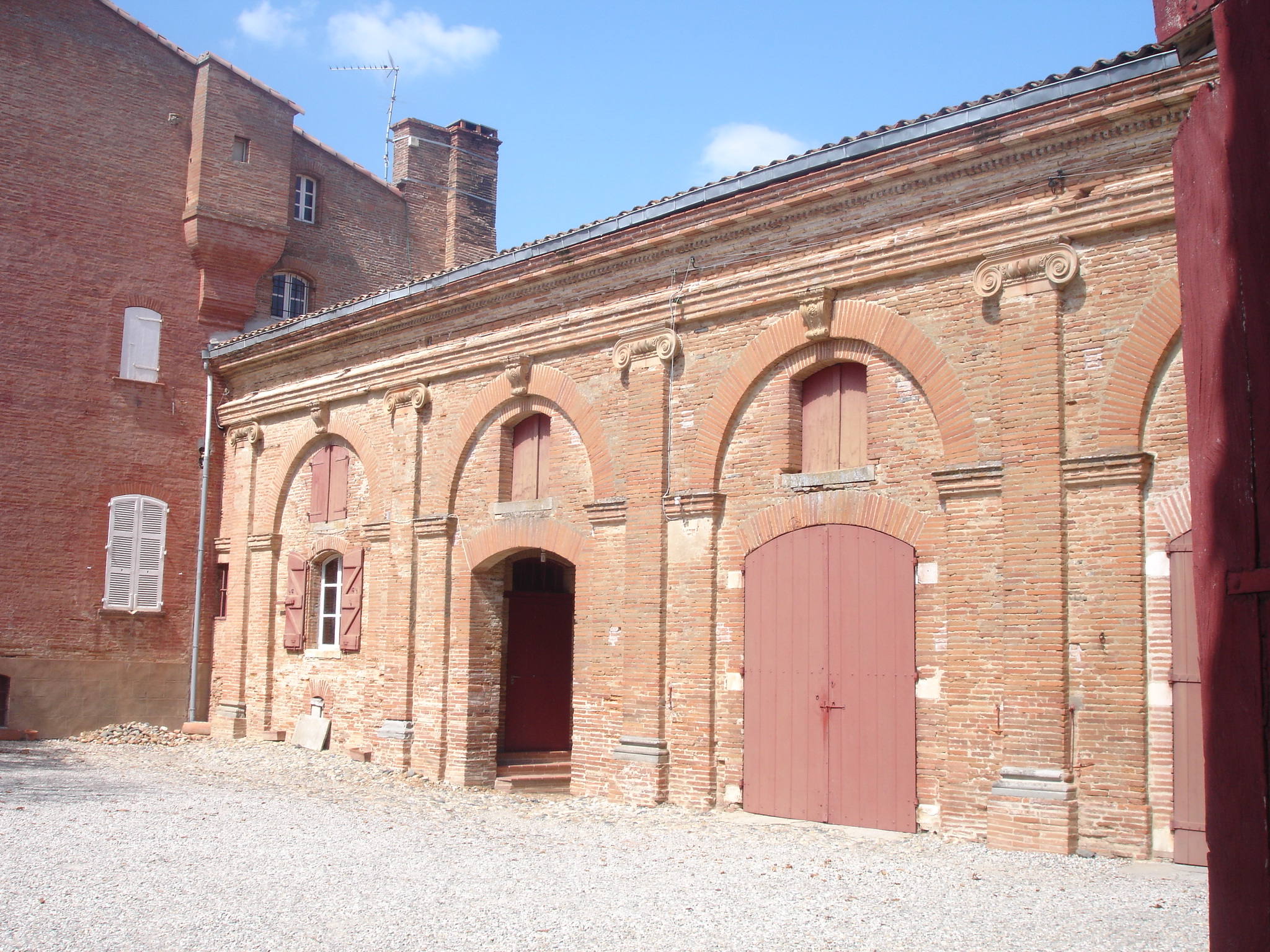
Teil des Schlosses
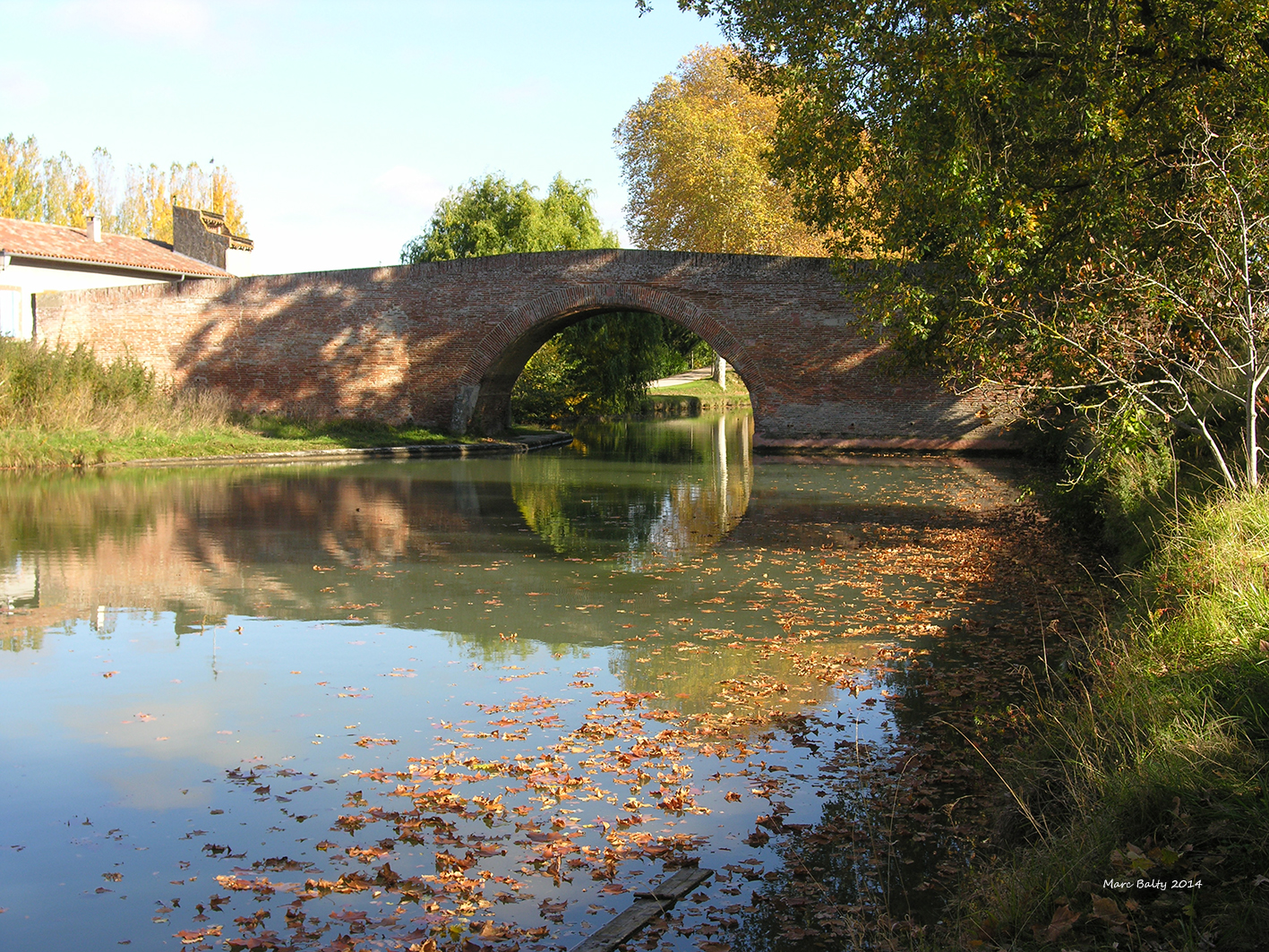
Brücke von En Serny